# Communauté de communes du Pays des Herbiers
La communauté de communes du Pays des Herbiers (CCPH), généralement appelée « Pays des Herbiers », est une intercommunalité à fiscalité propre française située dans le département de la Vendée et la région des Pays de la Loire.

## Historique
La communauté de communes a été créée le 1er janvier 1995 par arrêté un préfectoral du 20 décembre 1994, en substitution du syndicat intercommunal à vocations multiples (SIVOM) du pays des Herbiers mis en place en mai 1990.

## Territoire communautaire

### Géographie
Située au nord-est  du département de la Vendée, la communauté de communes du Pays des Herbiers regroupe 8 communes et s'étend sur 249,6 km2.
En 2019, selon le site du Pays des Herbiers, le tissu économique multisectoriel et diversifié du territoire est constitué essentiellement par des petits établissements (90 % des établissements emploient moins de 10 salariés) correspondant à 16 273 emplois et répartis entre 2 515 entreprises. Le taux d'activité est important, à 95,7 %.
Les Herbiers est la ville principale qui concentre plus de la moitié de la population et 78 % des emplois

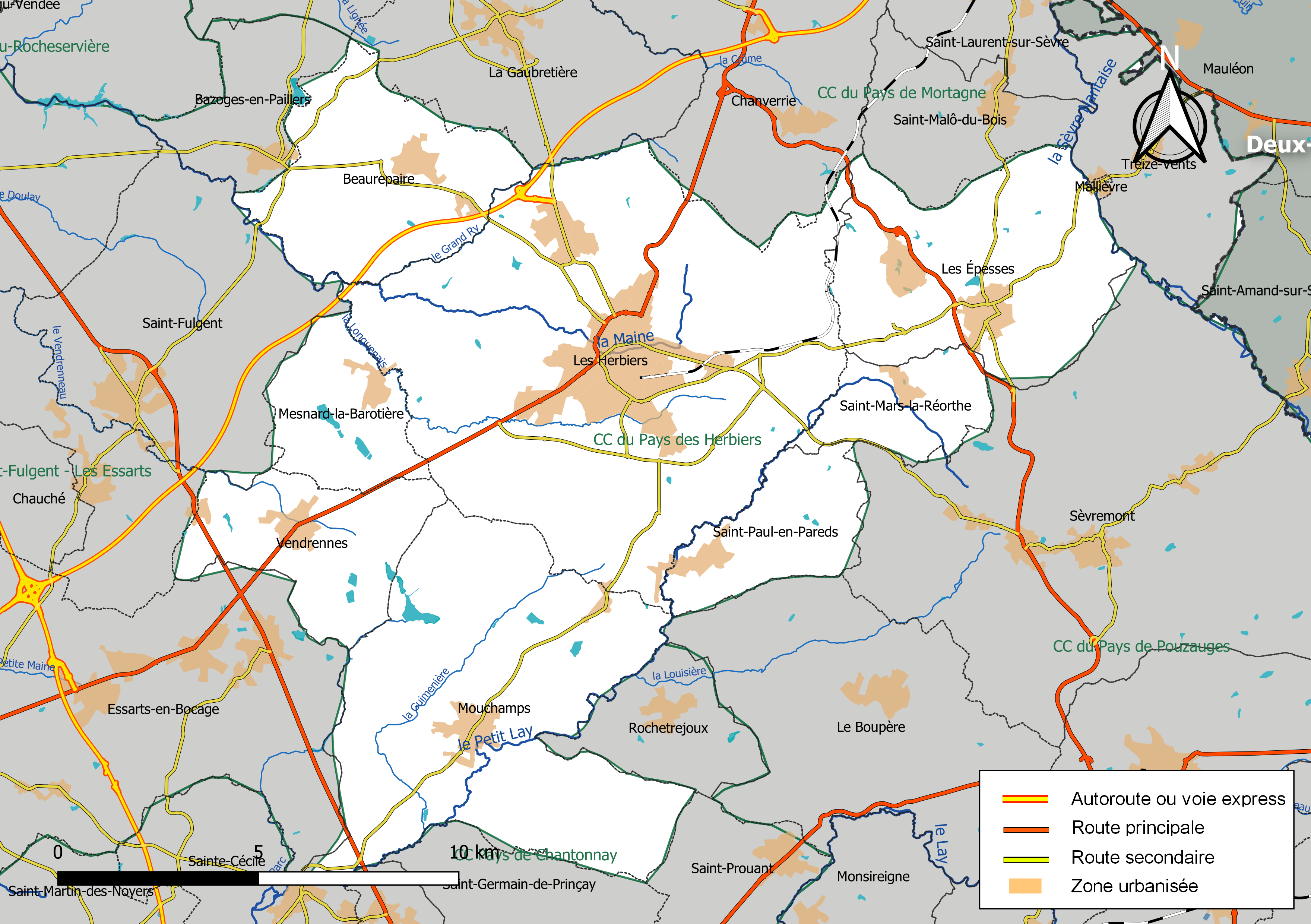
Carte de la communauté de communes du Pays des Herbiers au 1er janvier 2019.

### Composition

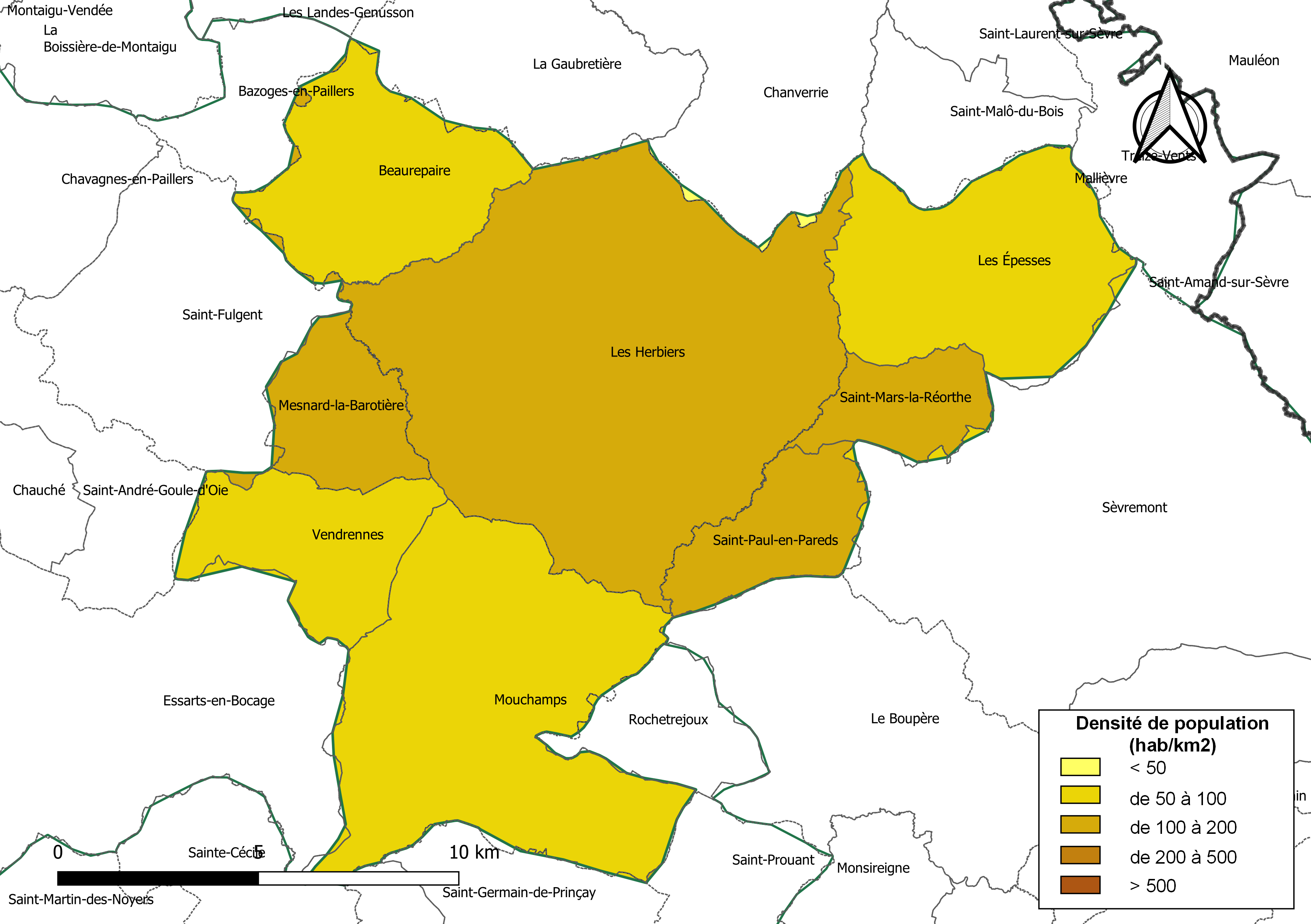
Carte des densités de population (millésimée 2016) des communes de la communauté de communes du Pays des Herbiers. Composition en communes au 1er janvier 2019.

En 2023, la communauté de communes est composée des 8 communes suivantes :

| Nom                   | Code Insee | Gentilé        | Superficie (km2) | Population (dernière pop. légale) | Densité (hab./km2) |
| --------------------- | ---------- | -------------- | ---------------- | --------------------------------- | ------------------ |
| Les Herbiers (siège)  | 85109      | Herbretais     | 88,78            | 16 589 (2022)                     | 187                |
| Beaurepaire           | 85017      | Beaurepairiens | 24,19            | 2 406 (2022)                      | 99                 |
| Les Epesses           | 85082      | Spicéens       | 31,29            | 2 984 (2022)                      | 95                 |
| Mesnard-la-Barotière  | 85144      | Mesnardais     | 11,83            | 1 560 (2022)                      | 132                |
| Mouchamps             | 85153      | Mouchampais    | 55               | 2 986 (2022)                      | 54                 |
| Saint-Mars-la-Réorthe | 85242      | Marsiréorthais | 9,28             | 1 033 (2022)                      | 111                |
| Saint-Paul-en-Pareds  | 85259      | Saint-Paulais  | 12,32            | 1 382 (2022)                      | 112                |
| Vendrennes            | 85301      | Vendrennais    | 16,92            | 1 802 (2022)                      | 107                |

### Démographie
| 1968   | 1975   | 1982   | 1990   | 1999   | 2009   | 2014   | 2020   |
| ------ | ------ | ------ | ------ | ------ | ------ | ------ | ------ |
| 17 296 | 18 720 | 20 772 | 22 805 | 23 684 | 27 131 | 29 175 | 30 226 |

## Organisation

### Siège
Le siège de la communauté de communes est situé à l’hôtel des communes du Pays-des-Herbiers (abrégé en « hôtel des Communes ») au 6, rue du Tourniquet, aux Herbiers. Dans la continuité de l’hôtel de ville herbretrais, ce bâtiment accueille les services municipaux et intercommunaux depuis le 5 août 2016. Il est inauguré le 14 janvier 2017,.
Dans une décision du 29 mai 2013, le conseil communautaire a retenu l’agence d’architecture « Atelier du Pont Architectes », associée à Michel Joyau, pour réaliser l’hôtel des Communes. À l’issue de sa conception, le bâtiment reçoit notamment le prix spécial aux Trophées Eiffel (2017) et le grand prix du jury du conseil d’architecture d’urbanisme et de l’environnement de la Vendée (2019),,.

### Élus
La communauté de communes est administrée par son conseil communautaire, composé pour le mandat 2020-2026 de 37 conseillers municipaux représentant chacune des  communes membres répartis en fonction de leur population et sur la base d'un accord local datant de 2013 et renouvelé depuis permettant à chaque commune de disposer d'au moins deux délégués :

- 18 délégués pour Les Herbiers ;

- 4 délégués pour Les Épesses et Mouchamps ;

- 3 délégués pour Beaurepaire ;

- 2 délégués pour Mesnard-la-Barotière, Saint-Mars-la-Réorthe, Saint-Paul-en-Pareds et Vandrennes.
Au terme des élections municipales de 2020 dans la Vendée, le conseil communautaire renouvelé à réélu le 5 juin 2020 sa présidente, Véronique Besse, maire des Herbiers et désigné ses vice-présidents. Celle-ci ayant été élue députée de la Vendée et, frappée par la législation limitant le cumul des mandats en France, ayant démissionné de ses mandats exécutifs locaux, le conseil communautaire du 8 juillet 2020 a élu son nouveau président, Christophe Hogard, devenu maire des Herbiers, ainsi que ses huit vice-présidents, qui sont, : 
1. Bénédicte Gardin, maire de Saint-Paul-en Pareils, déléguée à la Famille et à la Jeunesse, vice-présidente du Centre intercommunal d'action sociale ;
2. Roselyne Philipart, maire de Vendrennes, déléguée au développement durable et présidente de la commission d'appel d'offres ;
3. Jean-Louis Launay, maire des Épesses, délégué à l'environnement et vice-président de la commission développement durable et environnement ;
4. Patrick Mandin, maire de Mouchamps, délégué à la culture et vice-président de la commission famille et culture ;
5. Franck Gauthier, maire de Beaurepaire, délégué à l'Innovation économique, à l’économie circulaire et à la formation, la politique du numérique ;
6. Landry Rondeau, maire de Mesnard-la-Barotière, délégué au tourisme, à la politique de l'habitat et au PLUiH, président du conseil d'exploitation de l'office du tourisme ;
7. Patrice Bertrand, maire de Saint-Mars-la-Réorthe, délégué aux finances et aux grands équipements ;
8. Luc Soulard, premier maire-adjoint des Herbiers, délégué à l'aménagement et aux grands travaux.

Cette répartition permet à chaque commune de disposer d'un siège au bureau de l'intercommunalité pour la mandature 2020-2026, sauf Les Herbiers qui en dispose de deux.

### Liste des présidents
| Période        | Période                    | Identité          | Étiquette      | Qualité |
| -------------- | -------------------------- | ----------------- | -------------- | --- |
| Hiver 1995     | Printemps 1995             | Jeanne Briand     | DVD            | Maire des Herbiers (1989 → 1995) |
| Printemps 1995 | 9 avril 2014               | Marcel Albert     | RPR UMP PR UDI | Maire des Herbiers (1995 → 2014) Conseiller général des Herbiers (1992 →1998) Conseiller régional des Pays de la Loire (1986 → 1998) |
| 9 avril 2014   | 30 juin 2022               | Véronique Besse,  | MPF puis DVD   | Ancienne journaliste Maire des Herbiers (2014 → 2022) Conseillère générale des Herbiers (1998 → 2015) Vice-présidente du conseil général de la Vendée (2001 → 2015) Députée de la Vendée (4e circ.) (2005 → 2017 et 2022 → ) Démissionnaire à la suite de son élection comme députée |
| 8 juillet 2022 | En cours (au 29 mars 2023) | Christophe Hogard | DVD            | Ancien attaché parlementaire puis directeur de cabinet de Véronique Besse Maire des Herbiers (2022 → ) Conseiller départemental des Herbiers (2021 → ) |

### Compétences
L'intercommunalité exerce les compétences qui lui ont été transférées par les communes membres, dans les conditions fixées par le Code général des collectivités territoriales. Il s'agit de : 
- Aménagement : schéma de cohérence territoriale (SCoT) et schéma de secteur, plan local d’urbanisme (PLU), document d’urbanisme en tenant lieu et carte communale
- Développement économique :  actions de développement économique, zones d’activité, politique locale du commerce et soutien aux activités commerciales d’intérêt communautaire, promotion du tourisme dont la création d’offices de tourisme :
- Aires d’accueil des gens du voyage et terrains familiaux locatifs ;
- Collecte et traitement des déchets des ménages et déchets assimilés ;
- Gestion des milieux aquatiques et prévention des inondations (GEMAPI) ;
- Assainissement des eaux usées ;
- Eau potable ;
- Protection et mise en valeur de l’environnement, le cas échéant dans le cadre de schémas départementaux pour la conduite d’actions d’intérêt communautaire et soutien aux actions de maîtrise de la demande d’énergie ;
- Politique du logement et du cadre de vie pour la conduite d’actions d’intérêt communautaire ;
- Équipements culturels et sportifs d’intérêt communautaire et équipements de l’enseignement préélémentaire et élémentaire d’intérêt communautaire ;
- Action sociale d’intérêt communautaire ;
- Voirie d’intérêt communautaire ;
- Étude sur les transports et les plans de déplacement.
- Prévention routière : actions en faveur des opérations de prévention routière, piste d’éducation routière et acquisition de matériels dans ce domaine ;
- Cybercentre et de ses antennes.
- Actions en matière culturelle, sportive, de loisirs et de solidarité : les interventions et manifestations culturelles à destination des élèves de toutes les écoles primaires et maternelles de la communauté de communes en intégrant le transport ; de manière accessoire, les interventions pourront concerner des écoles de communes non membres ; actions du comité de jumelage ; actions pour la réalisation de documents sur le patrimoine du territoire communautaire ; apprentissage de la natation à destination des élèves des écoles primaires et maternelles en intégrant le transport ; le club sportif de natation ; activités de natation liées au sport adapté ; les actions de solidarité liées à des évènements exceptionnels (catastrophes naturelles... ; actions de l’association AVF du Pays des Herbiers ; soutien événementiel à l’organisation de manifestations sportives, culturelles ou de loisirs contribuant à la promotion de l’ensemble du Pays des Herbiers ;
- Actions en faveur de la promotion de la lecture par la création, la gestion, l’animation des bibliothèques et médiathèques ;
- Infrastructures de réseaux de communications électroniques ;
- Actions en faveur du développement d’un nouveau mode de garde des jeunes enfants avant leur scolarisation limité aux crèches d’entreprises ;
- Actions en faveur de l’emploi, de la formation, de l’insertion dans la vie professionnelle, de l’information des demandeurs d’emploi ;
- Gestion d’un « Relais Assistants Maternels » ;
- Contribution au budget du service départemental d’incendie et de secours ;
- Dispositifs locaux de prévention de la délinquance ;
- Organisation de la mobilité
- Coordination de la politique contractuelle de la Caisse d’Allocations Familiales (CAF) avec la communauté de communes et les communes membres, signature des contrats correspondants.

### Régime fiscal et budget
La communauté de communes est un établissement public de coopération intercommunale à fiscalité propre.
Afin de financer l'exercice de ses compétences, l'intercommunalité perçoit la fiscalité professionnelle unique (FPU) – qui a succédé à la taxe professionnelle unique (TPU) – et assure une péréquation de ressources entre les communes résidentielles et celles dotées de zones d'activité.
Elle perçoit également une redevance d'enlèvement des ordures ménagères (REOM), qui finance le fonctionnement de ce service public.
Elle reverse une dotation de solidarité communautaire (DSC) à ses communes membres.

### Identité visuelle
Dans le cadre de la publication de son projet de territoire présenté le 27 février 2019, la communauté de communes se dote d’une nouvelle identité visuelle remplaçant celle mise en place 20 ans plus tôt,.

Logotype (avant 2019).
Logotype (depuis 2019).

## Projets et réalisations
Conformément aux dispositions légales, une communauté de communes a pour objet d'associer des « communes au sein d'un espace de solidarité, en vue de l'élaboration d'un projet commun de développement et d'aménagement de l'espace ».

## Pour approfondir